# 臺日特別夥伴關係
臺日特別夥伴關係（日语：台日特別パートナーシップ），是中華民國（臺灣）的馬英九政府提出的對日政策路線。

## 概要
2008年7月，馬英九政府在主要內閣例會中，設置「臺日關係報告會議」，出示對日本重視的方針。
2008年9月，馬英九總統在會見日本媒體時發表。同時期，立法院院長王金平也在到日本的演講中提到此事。
以處理兩國間懸而未決的事情，如：釣魚臺列嶼問題（日本名「尖閣諸島」）、主權問題、漁業交涉、與周邊海域資源等共同開發提案。
2008年10月，中華民國總統府國家安全會議發表「臺日特別夥伴關係」。
2009年1月，中華民國外交部宣示2009年這一年是「臺日特別夥伴關係促進年」。具體來說主要是提倡自由貿易協定(FTA)到投資保護協定的締結、工作假期簽證制度的導入、臺北松山機場與羽田空港之間航空路線的開設、國立故宮博物院之日本展覽會的開幕等。
2009年2月，中華民國對日本的窗口機關亞東關係協會會長，由親近前總統李登輝的實業家彭榮次出任。

## 支持臺日特別夥伴關係的人
蕭萬長（前副總統）、江丙坤（中國國民黨副主席）、王金平（立法院長）、楊永明（国家安全保障会議諮問委員）等中國國民黨的知日派。

## 腳註
1. ↑  外交部による台日特別パートナーシップ促進年宣言（台湾週報） 的存檔，存档日期2016-01-23.